# Каатсі
Ка́атсі (ест. Kaatsi küla) — село в Естонії, у волості Камб'я повіту Тартумаа.

## Населення
Чисельність населення на 31 грудня 2011 року становила 59 осіб.

## Географія
Через населений пункт проходить автошлях 22135 (Камб'я — Сірваку).